# Колита
Колита (исп. Colita, Изабель Стева Эрнандес  (кат. Isabel Steva Hernández); 24 августа 1940, Барселона — 31 декабря 2023) — испанский фотограф.

## Биография
Колита родилась в барселонском районе Эшампле. Училась в парижском Сорбонском университете. После возвращения в Барселону освоила профессию фотографа. В 1961 году один год работала с Шавьером Мизераксом в качестве лаборантки и стилиста. В 1962 году на съёмках фильма «Тарантос» подружилась с актрисой и танцовщицей фламенко Кармен Амайя. В 1975 году Колита стала соавтором книги Хосе Кабальеро Бональда «Свет и тени фламенко». В 1998 году вышло дополненное переиздание.
За свою карьеру Колита провела свыше сорока выставок и опубликовала около пятидесяти книг фотографий. Ряд её работ является частью коллекции Национального музея искусства Каталонии.

## Интересные факты
- В 1971 году у Колиты состоялась самая короткая выставка в жизни: на следующий день после открытия она была арестована полицией и вышла на свободу через 2 дня.
- В 2010 году в биографическом фильме «Консул Содома» Колита (её играет швейцарская актриса Изабель Штоффель[7]), знакомится с поэтом Хайме Хиль де Бьедма.